# Cylindraspis inepta
Cylindraspis inepta – wymarły gatunek żółwia z rodziny żółwi lądowych (Testudinidae).
Zasiedlał Mauritius i pobliskie wysepki. Żółwie te dorównywały masą dzisiejszym żółwiom słoniowym.
Został wytępiony około 1735 roku w wyniku polowań. Żółwie padły też ofiarą wprowadzonych przez człowieka świń, które zabijały młode żółwie i wykopywały złoża ich jaj inkubowane w piasku.